# Fotbal na Letních olympijských hrách 2004
Fotbalové turnaje mužů a žen na Letních olympijských hrách 2004 se hrály od 11. do 28. srpna. Turnaje mužů se mohli účastnit pouze hráči do 23 let (každý tým navíc mohl nominovat i tři starší hráče), zatímco turnaj žen byl hrán bez jakýchkoliv věkových omezení.
Mužského turnaje se účastnilo 16 týmů (rozlosovaných do 4 skupin po 4 týmech, ze kterých první dva postoupili do čtvrtfinále), zatímco ženského desítka týmů, která byla rozlosována do tří skupin po třech, resp. čtyřech týmech. Do play off postoupili první dva z každé skupiny a nejlepší dva týmy na třetích místech.

## Mužský turnaj
| Zlato | Stříbro | Bronz |
| Argentina | Paraguay | Itálie |
| Roberto Ayala Nicolás Burdisso Wilfredo Caballero Fabricio Coloccini César Delgado Andrés D'Alessandro Leandro Fernández Luciano Figueroa Kily González Luis González Mariano González Gabriel Heinze Germán Lux Javier Mascherano Nicolás Medina Clemente Rodríguez Mauro Rosales Javier Saviola Carlos Tévez Trenér: Marcelo Bielsa | Rodrigo Romero Emilio Martínez Julio Manzur Carlos Gamarra José Devaca Celso Esquivel Pablo Giménez Edgar Barreto Fredy Barreiro Diego Figueredo Aureliano Torres Pedro Benítez Julio César Enciso Julio González Ernesto Cristaldo Osvaldo Díaz José Cardozo Diego Barreto Trenér: Carlos Jara Saguier | Marco Amelia Andrea Barzagli Daniele Bonera Cesare Bovo Giorgio Chiellini Daniele De Rossi Simone Del Nero Marco Donadel Matteo Ferrari Andrea Gasbarroni Alberto Gilardino Emiliano Moretti Giandomenico Mesto Angelo Palombo Ivan Pelizzoli Giampiero Pinzi Andrea Pirlo Giuseppe Sculli Trenér: Claudio Gentile |

## Ženský turnaj
| Zlato | Stříbro | Bronz |
| USA | Brazílie | Německo |
| Briana Scurryová Heather Mittsová Christie Ramponeová Cat Reddicková Lindsay Tarpleyová Brandi Chastainová Shannon Boxxová Angela Huclesová Mia Hammová Aly Wagnerová Julie Foudyová Cindy Parlowová Kristine Lillyová Joy Fawcettová Kate Markgrafová Abby Wambachová Heather O'Reillyová Kristin Luckenbillová Trenér: April Heinrichsová | Andréia Maravilha Mônica Tânia Juliana Daniela Rosana Renata Costa Aline Formiga Elaine Maycon Pretinha Marta Vieira da Silva Cristiane Roseli Dayane Grazielle Trenér: Renê Simões | Silke Rottenbergová Kerstin Stegemanová Kerstin Garefrekesová Steffi Jonesová Sarah Güntherová Viola Odebrechtová Pia Wunderlichová Petra Wimberskyová Birgit Prinzová Renate Lingorová Martina Müllerová Navina Omiladeová Sandra Minnertová Isabell Bachorová Sonja Fussová Conny Pohlersová Ariane Hingstová Nadine Angererová Trenér: Tina Theune-Meyerová |